# Douglas A-1 Skyraider
Douglas A-1 Skyraider (původně Douglas AD Skyraider) byl americký palubní bitevní a lehký bombardovací letoun, který sloužil v 50., 60. a na počátku 70. let 20. století. Přestože by se stroj poháněný pístovým motorem v době nástupu proudových letounů mohl jevit jako morálně zastaralý, měl před sebou dlouhou a úspěšnou operační službu. Intenzivně byl nasazen zejména v Korejské válce a Vietnamské válce. Ve Vietnamu mimo jiné poskytoval palebnou podporu při záchraně sestřelených amerických letců. V roli bitevního a lehkého bombardovacího letounu se osvědčil a měl dlouhou řadu nástupců, která je zatím zakončena typem Fairchild A-10 Thunderbolt II. Byl také modifikován pro řadu dalších úkolů, například pro protiponorkový boj. V letech 1945–1957 bylo celkem vyrobeno 3180 letounů A-1 Skyraider v jedenácti verzích.

## Vývoj

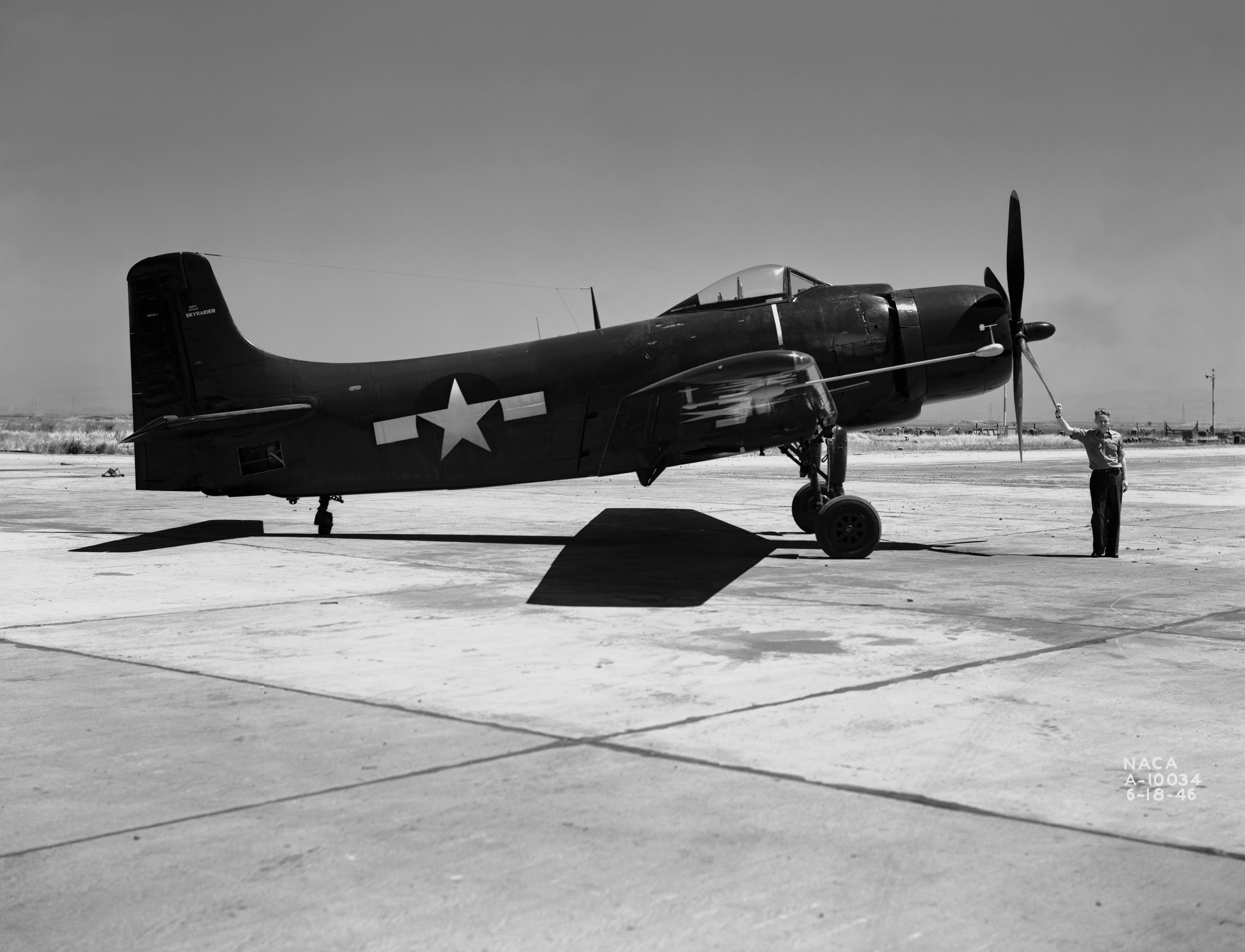
Prototyp XBT2D-1

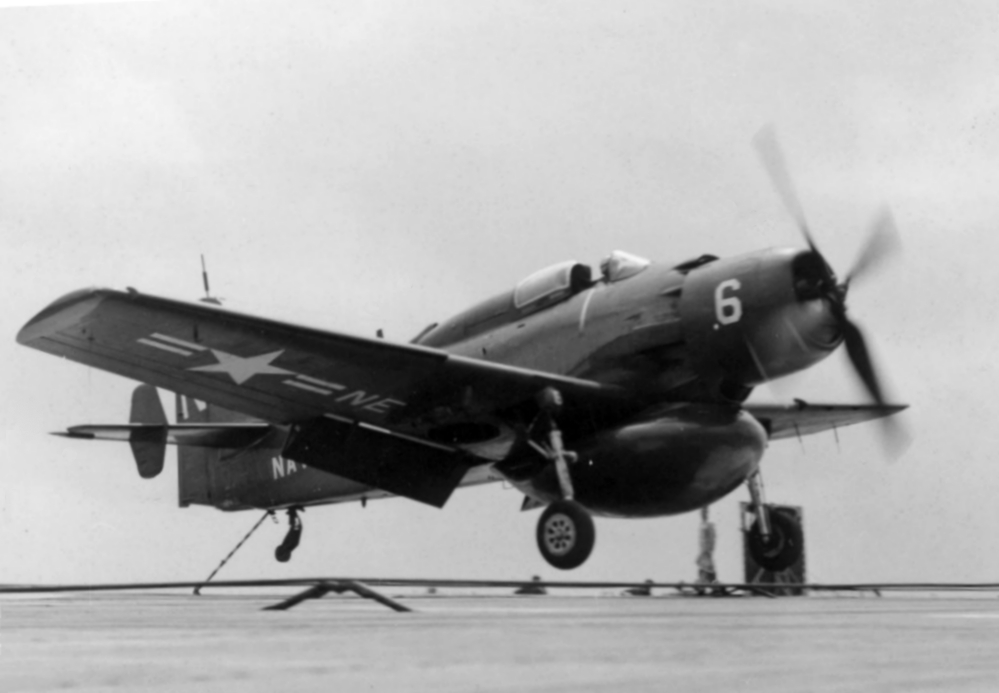
Protiponorkový AD-4W přistává na palubě letadlové lodi USS Leyte, 1952

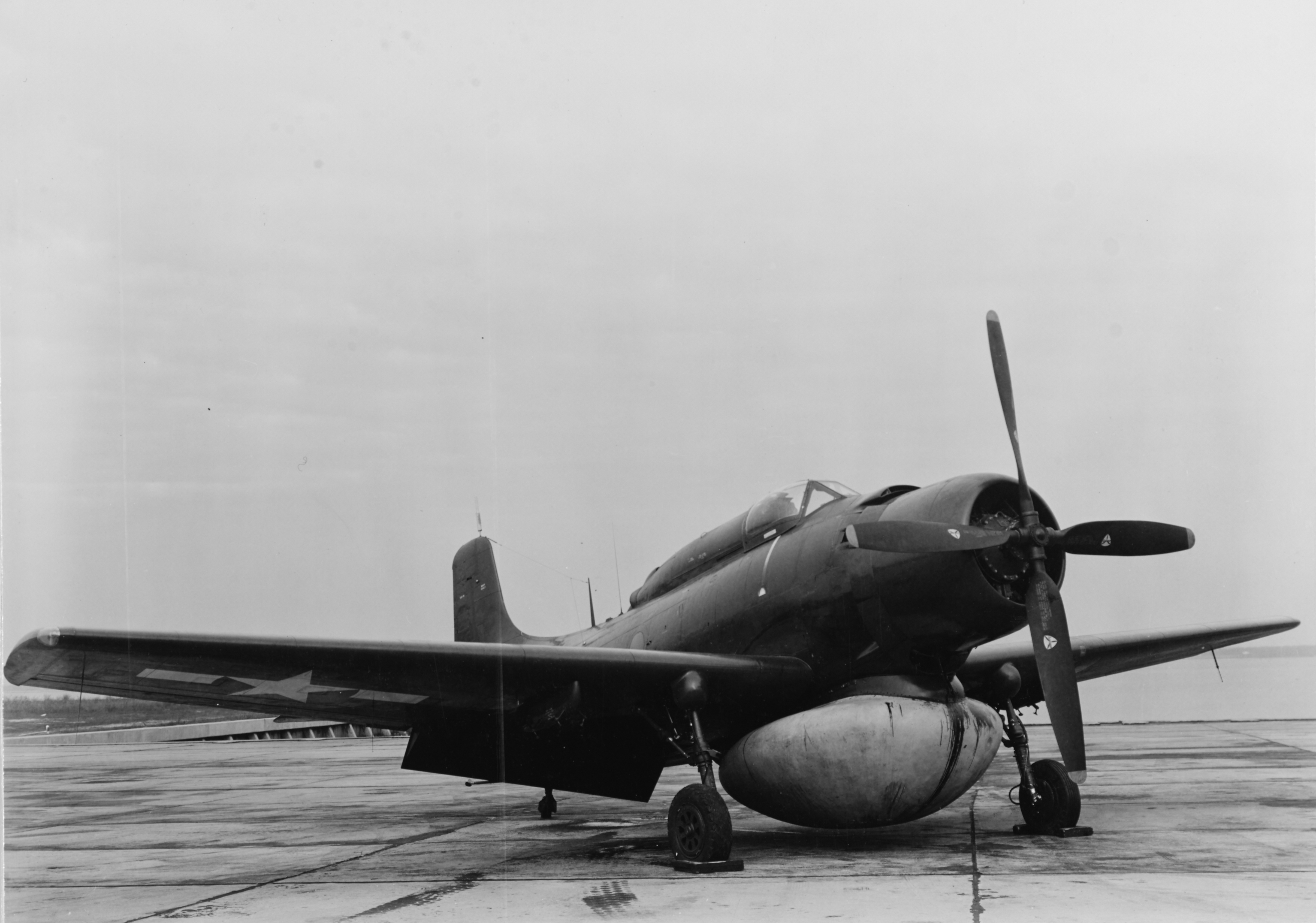
Douglas XAD-1W Skyraider, NAS Patuxent River, leden 1948

### Koncepce
Specifikace pro vývoj letounu vznikly v druhé polovině druhé světové války a odrážely nejnovější trend ve vývoji bombardovacích letounů. Ten končil se specializací letounů a směřoval k získání jednoho univerzálního typu, který by dovedl provádět jak bitevní úkoly, tak střemhlavé bombardování a útok torpédy. Ty původně prováděly vícemístné specializované letouny Grumman TBF Avenger, Douglas SBD Dauntless a další. Nové stroje, které reprezentuje právě A-1 Skyraider a jeho méně úspěšný konkurent Martin AM Mauler, byly oproti svým předchůdcům jednomístné, značně výkonnější a nesly do té doby nevídaný náklad výzbroje.

### Konstrukce a testy
Specifikace US Navy v případě tohoto typu požadovala jednomístný palubní a torpédový bombardovací letoun s dlouhým doletem a vysokými výkony. Letoun, navržený konstruktérem Edem Heinemannem, byl objednán v červenci 1944 jako XBT2D-1. Konstrukční práce byly ukončeny v lednu 1945. Prototyp (BuNo.9085) poprvé vzlétl 18. března 1945 z továrního letiště v El Segundu. V kokpitu seděl ředitel letových zkoušek společnosti LaVerne Ward „Brownie“ Browne. Už následující měsíc byl odeslán do Námořního testovacího centra NAS Patuxent River v Marylandu na zkoušky. Druhý prototyp (sériové číslo 9086) byl od 11. března 1946 do 4. září 1947 testován v centru NACA Ames na letišti Moffet Field v Kalifornii. V únoru 1946 se jeho označení změnilo na AD-1. V prosinci 1946 byl squadroně VA-19A dodán první kus. Sériová výroba AD-1 probíhala v kalifornské továrně Douglasu v El Segundu v letech 1947-48. Na ní navázala produkce verzí AD-2 a AD-3. Ty se lišily zejména zesílenou vnitřní konstrukcí a silnějším motorem.
AD-1 byl dolnoplošník s přímým křídlem, poháněný dvouhvězdicovým osmnáctiválcem Wright R-3350 Duplex Cyclone. Pod každou polovinou křídla měl celkem sedm závěsníků. Velké přímé křídlo letounu dávalo výtečné manévrovací schopnosti v nízkých výškách, velikou nosnost výzbroje, velký dolet a schopnost dlouho se pohybovat v bojové zóně. Navíc byl AD-1 přímo konstruován pro akce bitevního charakteru a byl proti pozemní palbě chráněn lépe, než dodatečně upravené a původně pro jiné účely konstruované stíhací letouny, jako byly North American P-51 Mustang či Vought F4U Corsair.
Skyraider, který byl následníkem druhoválečných bombardovacích letounů, byl v  rámci US Navy v roli lehkého útočného letounu nahrazen v 60. letech typem Douglas A-4 Skyhawk. V korejské a vietnamské válce sloužil především jako bitevní letoun a letoun blízké vzdušné podpory pozemních jednotek. Ve Vietnamu ho v této roli nahradily modernější typy Cessna A-37 Dragonfly a Vought A-7 Corsair II.
Nejpočetněji vyrobenou variantou se stala AD-4 s upraveným motorem R-3350-25WA, modernizovaným vybavením i avionikou. Výzbroj byla zesílena na čtyři kanóny ráže 20 mm.
AD-4 byl často upravován, přičemž nejrozsáhlejší modifikaci představovala přestavba typu na letoun včasné výstrahy a pro protiponorkový boj AD-4W. V této roli Skyraider nahradil stroje Grumman TBM-3W Avenger a sám byl po letech nahrazen letounem Grumman E-1 Tracer. Tuto variantu kromě US Navy používalo i Royal Navy, u kterého ho ve službě nahradil domácí typ Fairey Gannet. Řadu modifikací AD-4 doplňoval jaderný bombardér AD-4B, noční bombardér AD-4N, stroje pro boj za ztížených povětrnostních podmínek AD-4NA a radioelektronické AD-4Q.
Výroba v USA pokračovala modifikovanými verzemi AD-5 až AD-7 s mnoha variantami až do 18. února 1957, kdy byla ukončena.

## Operační služba

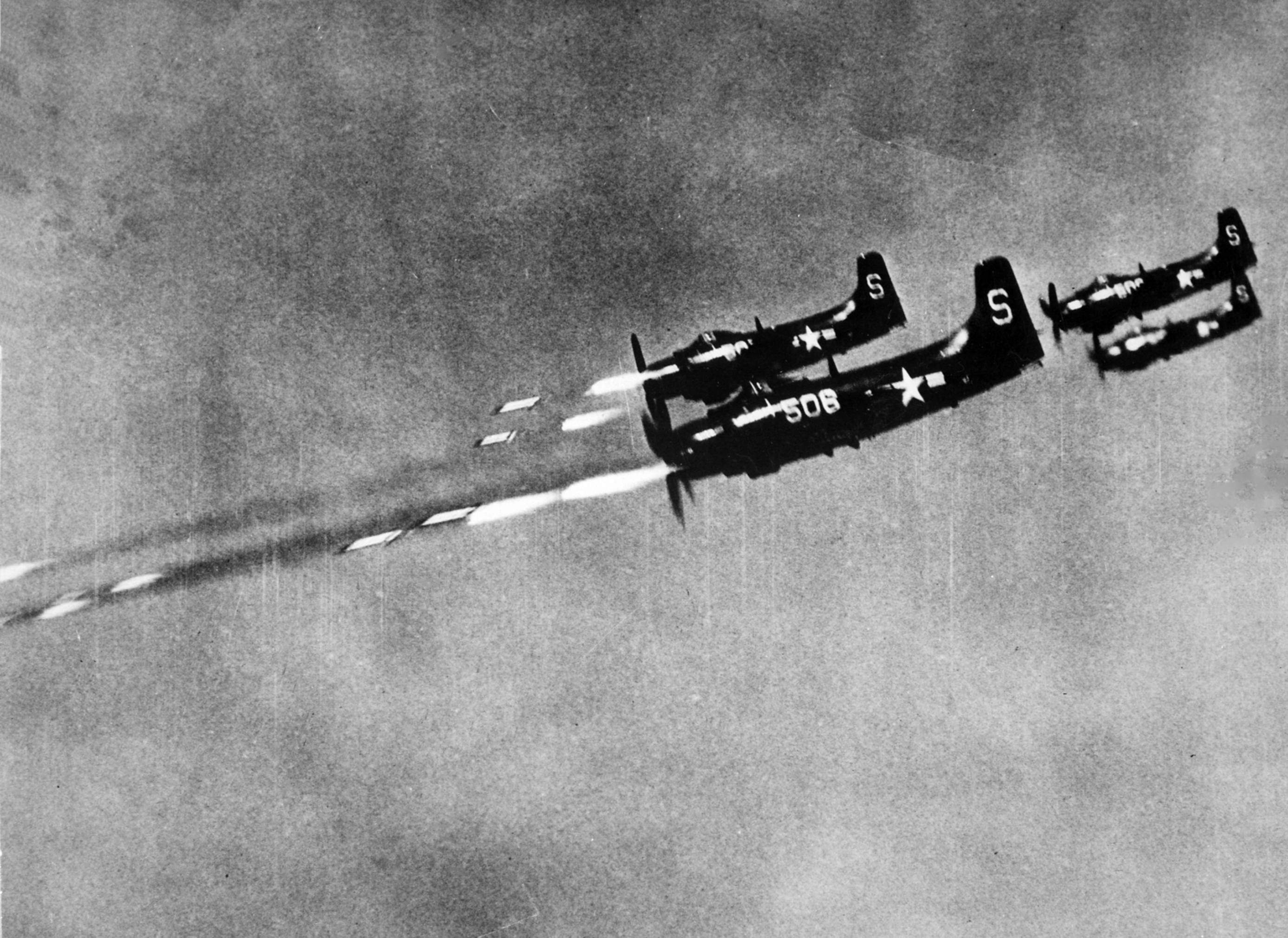
Dvojice Skyraiderů při akci během korejské války

### Korea
Přestože Skyraider přišel příliš pozdě na to, aby se účastnil druhé světové války, stal se oporou úderných sil amerických letadlových lodí a námořní pěchoty v korejské válce. Armáda je tehdy neprovozovala. Skyraidery US Navy a USMC byly zbarveny tradiční kamufláží Dark navy blue.
K prvnímu bojovému vzletu Skyraideru došlo 3. července 1950 z paluby letadlové lodi USS Valley Forge. Dne 16. června 1953 dosáhl Skyraider jednotky VMC-1 americké námořní pěchoty jediné vzdušné vítězství letounu v celé válce, když sestřelil severokorejský dvouplošník Polikarpov Po-2. Během celé války bylo 101 letounů ztraceno v boji a dalších 27 při nehodách, což je úhrnem 128 ztracených strojů.

### Vietnam

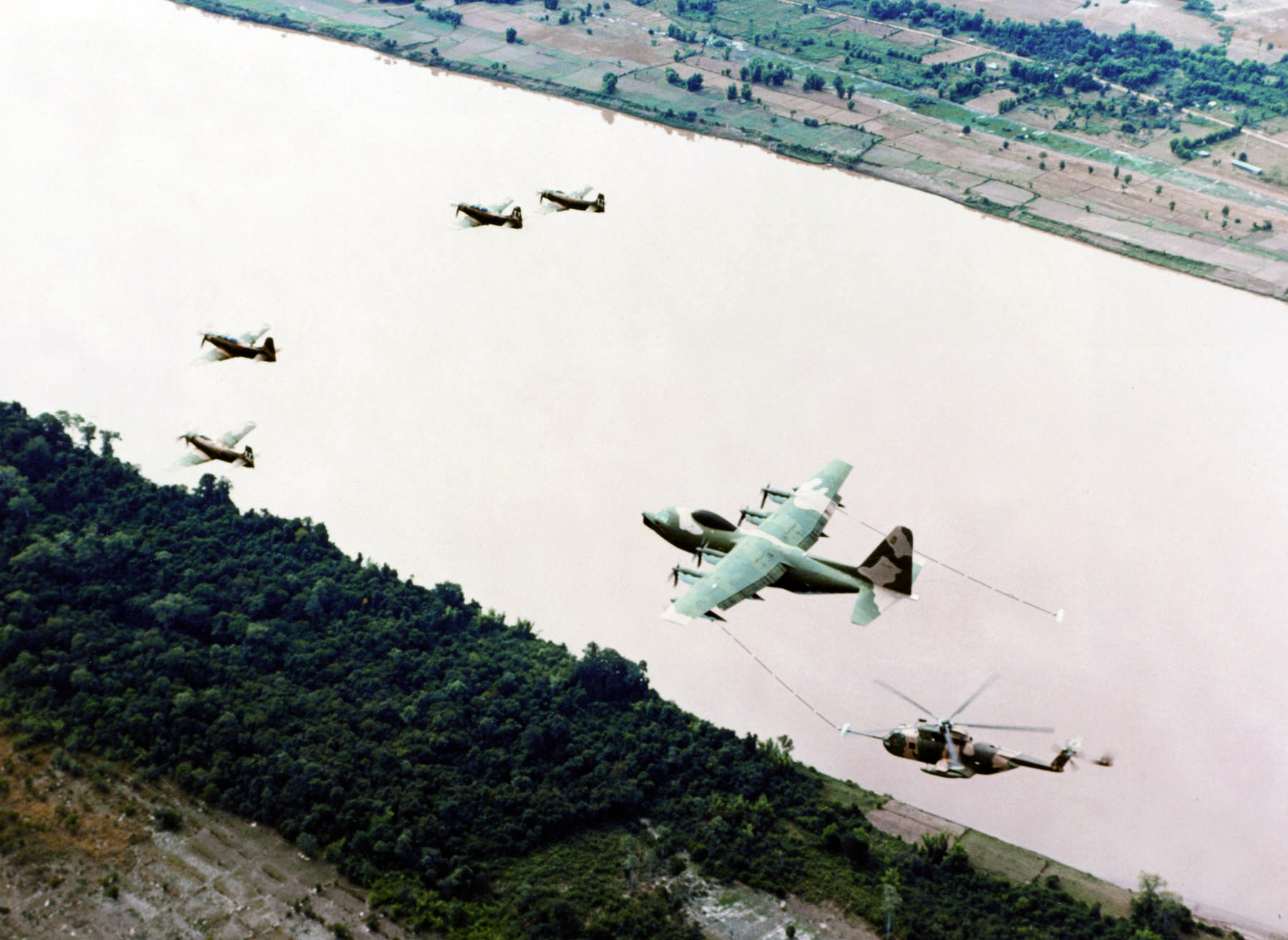
Skupina Skyraiderů, eskortující vrtulník při záchranné misi

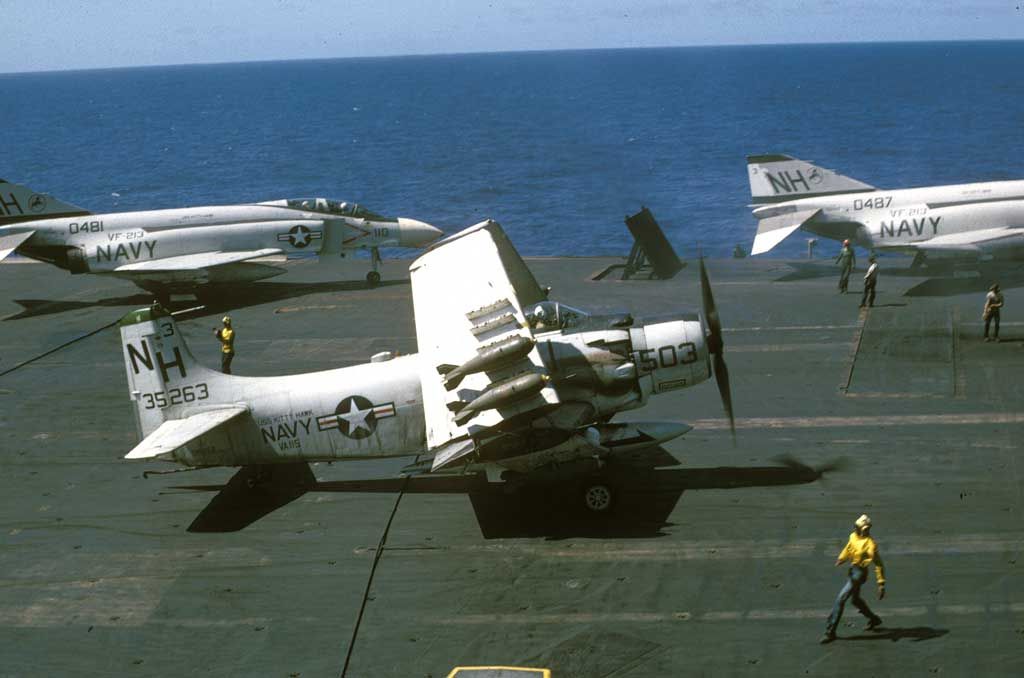
Douglas A-1H Skyraider jednotky VA-115 Arabs, je připraven ke startu na misi na Vietnamem. Fotografie je z roku 1966 a letoun operoval z paluby letadlové lodi USS Kitty Hawk

Přes nástup proudových letounů v 50. letech tvořily Skyraidery podstatnou část útočné síly letadlových lodí až do 60. let. Kromě letounu Douglas A-4 Skyhawk, byl jejich hlavním nástupcem také střední bombardér Grumman A-6 Intruder. Skyraidery se účastnily prvních amerických náletů na Severní Vietnam, počínaje operací Pierce Arrow uskutečněnou 5. srpna 1964 v reakci na incident v Tonkinském zálivu, ale brzy byly v této roli nahrazeny právě Intrudery.
Dvakrát se pilotům Skyraiderů podařilo sestřelit severovietnamskou stíhačku MiG-17. K prvnímu sestřelu došlo 20. června 1965 a vítězství si rozdělili piloti z jednotky VA-25, Clinton B. Johnson a Charles W. Hartman III. K druhému sestřelu došlo 9. října 1966 a vítězství dosáhl William T. Patton z jednotky VA-176.
V době, kdy Skyraidery námořnictva a námořní pěchoty nahrazovaly proudové letouny, začalo je ve velkém provozovat americké letectvo a Letectvo Jižního Vietnamu. Ve službách USAF se proslavily především jako doprovod vrtulníků při misích na záchranu posádek sestřelených letounů. Dva z pilotů Skyraiderů byli za hrdinství projevené v těchto misích vyznamenáni Medailí cti, nejvyšším americkým vojenským vyznamenáním. Skyraidery také jako první fungovaly jako předsunutí letečtí návodčí, v misích COIN a při blízké podpoře pozemních jednotek.
V listopadu 1972 byly všechny Skyraidery, které Američané provozovali v jihovýchodní Asii, předány letectvu Jižního Vietnamu a USAF je nahradilo novými proudovými letouny Vought A-7 Corsair II.
Celkové ztráty letounů A-1 v jihovýchodní Asii činily 266 letounů. Z toho 201 kusů patřilo USAF a 65 námořnictvu. Pět z nich sestřelily vietnamské řízené střely SAM a tři byly sestřeleny ve vzdušném boji. Letouny sestřelené 29. dubna 1966 a 19. dubna 1967 byly sestřeleny severokorejským[zdroj⁠?!] MiGem-17 a poslední letoun, ztracený 14.  února 1968 byl zničen čínským MiGem-19.

### Alžírsko
Francouzské letectvo, bojující v té době v alžírské válce, v roce 1958 zakoupilo 113 Skyraiderů: 20 AD-4, 88 AD-4N a 5 AD-4NA, uvolněných ze stavu amerického námořnictva. Ty měly při operacích v Alžírsku nahradit francouzské letouny Republic P-47 Thunderbolt. Bojově tyto letouny létaly od prosince 1959 a používaly je křídla (Escadre de Chasse) EC 20 (skládající se z perutí EC 1/20 "Aurès Nementcha," EC 2/20 "Ouarsenis" a EC 3/20 "Oranie") a EC 21. Jejich hlavním úkolem byla letecká podpora francouzských pozemních jednotek. Při těchto operacích byly Skyraidery vyzbrojeny především neřízenými střelami, pumami a napalmem. Letouny, které přečkaly tento konflikt, byly prodány do Gabonu a Čadu.

### Royal Navy

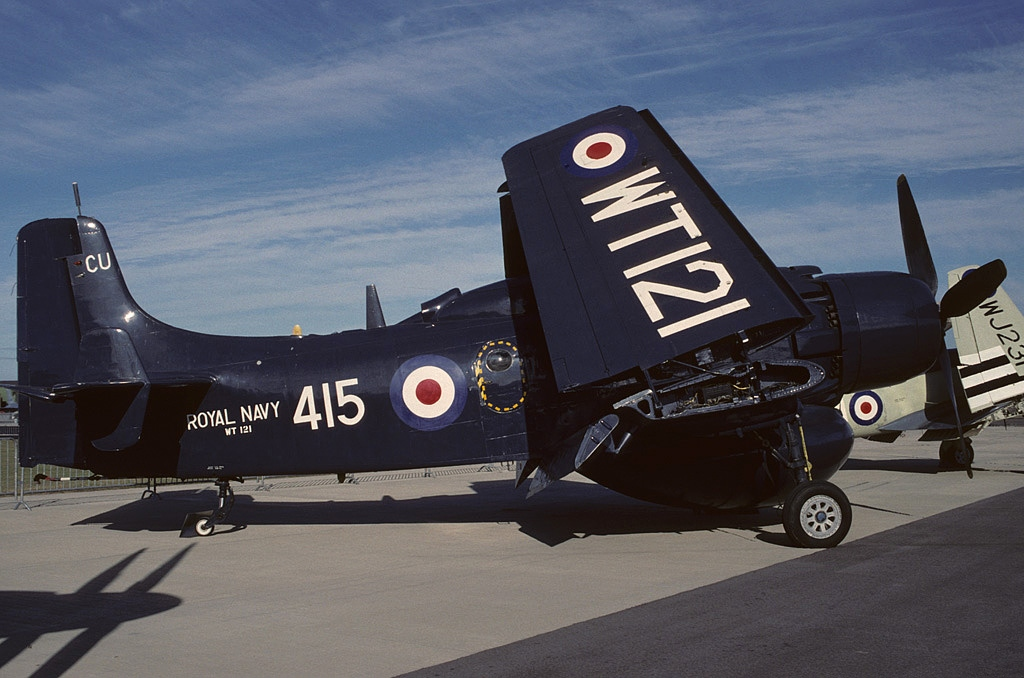
Douglas Skyraider AEW Mk.1, Royal Navy

Britská vláda koncem roku 1950 přijala nabídku USA na dodávku letounů včasné výstrahy model Douglas AD-4W Skyraider v rámci programu pomoci Mutual Defence Assistance Programme.
Skyraider této verze byl třímístný s místy operátora a navigátora v trupu a ve tvarovaném hřbetu za pilotní kabinou. Model AD-4W nenesl žádnou palubní výzbroj, pod trupem však nesl plastikový kryt přehledového a vyhledávacího radaru APS-19A. Nárůst boční plochy způsobený tímto krytem byl kompenzován přidáním pomocných svislých plošek v polovině rozpětí stabilizátoru vodorovné ocasní plochy. Pohonnou jednotkou zůstal dvouhvězdicový osmnáctiválec Wright R3350-26WA Cyclone o výkonu 1985 kW.
První z 45 objednaných Skyraiderů obdržela Británie v listopadu 1951. U Royal Navy dostal typ oficiální označení Skyraider AEW Mk.1 a strojům byla přidělena sériová čísla WT944 až WT969, WT984 až WT987, WV102 až WV107 a WV177 až WV185.
Fleet Air Arm tyto letouny nejprve zařadila ke cvičné squadroně č. 778 v Culdrose. Po ukončení výcviku osádek, včetně letů z lodi HMS Eagle, byla roku 1953 typem přezbrojena operační 849. squadrona. Její operační roje pak působily na jednotlivých letadlových lodích Royal Navy, velitelský roj trvale sídlil na pozemní základně squadrony č. 849 v Culdrose, kde se někdy sešla i celá squadrona. V roce 1956 se AEW Mk.1 849. squadrony účastnily v jednotlivých rojích z lodí HMS Albion, HMS Bulwark a HMS Eagle války o Suezský průplav.
Poslední stroj byl ze stavu vyřazen v prosinci 1960.

### Švédsko
V únoru 1962 bylo 12 vyřazených Skyraiderů od Royal Navy odprodáno civilní švédské společnosti Swedish Air Service Ltd., která smluvně pro Flygvapnet zajišťovala vlekání cílových terčů při nácviku ostrých střeleb. Před dodáním do Švédska prošly úpravami u britské firmy Scottish Aviation Ltd., kde byly zbaveny radarů, záchytných háků a dalšího námořního vybavení. Skyraidery byly vybaveny novými radiopřístroji, vlekacím zařízením s navijákem a upraveno bylo zasklení kabiny operátora cílů. Ve Švédsku pak létaly do sedmdesátých let.

## Varianty

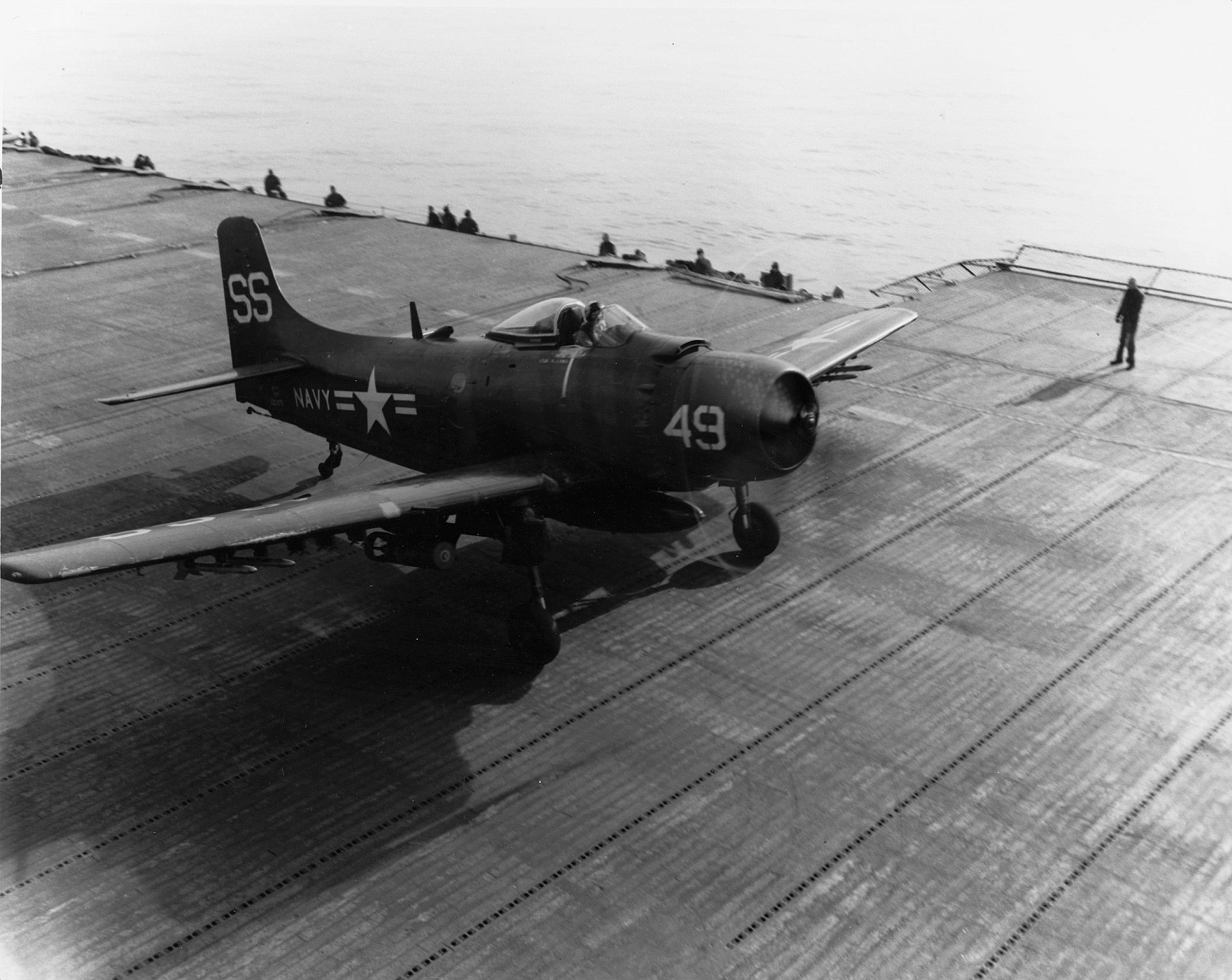
AD-3Q jednotky VC-33

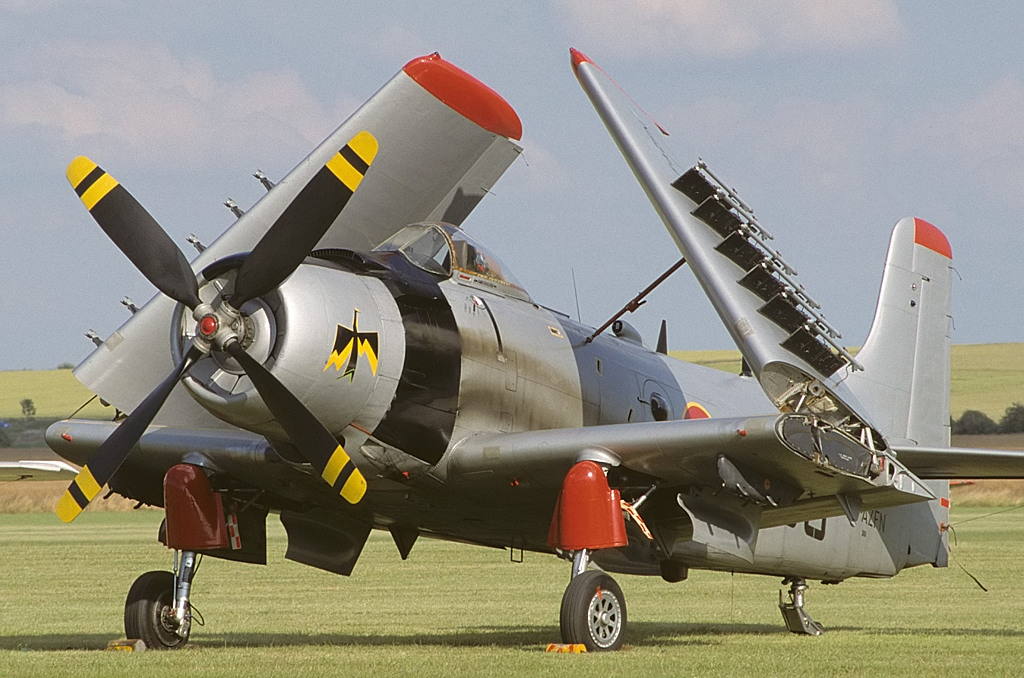
Douglas A-1D Skyraider (AD-4N) civilního uživatele

- XBT2D-1: Prototyp pro US Navy. Celkem vyrobeno 25 kusů, mnohé z nich později použity pro vývoj dalších subverzí AD-1.
- XBT2D-1N: Prototypy třímístného nočního útočného letounu. 3 kusy.
- XBT2D-1P: Prototyp průzkumné varianty. 1 kus.
- XBT2D-1Q: Prototyp dvoumístného letounu pro elektronický boj. 1 kus.
- BT2D-2 (XAD-2): Útočný letoun. 1 prototyp.
- AD-1: První sériová varianta. 242 kusů.
- AD-1Q: Dvoumístný AD-1, upravený pro elektronický boj. 35 kusů.
- AD-1U: AD-1 vybavený rušičkou radarů.
- XAD-1W: Prototyp třímístnéhop letounu pro včasnou výstrahu. 1 kus.
- AD-2: Sériová varianta se silnějším motorem Wright R-3350-26W o výkonu 2 700 hp (2 000 kW). 156 kusů.

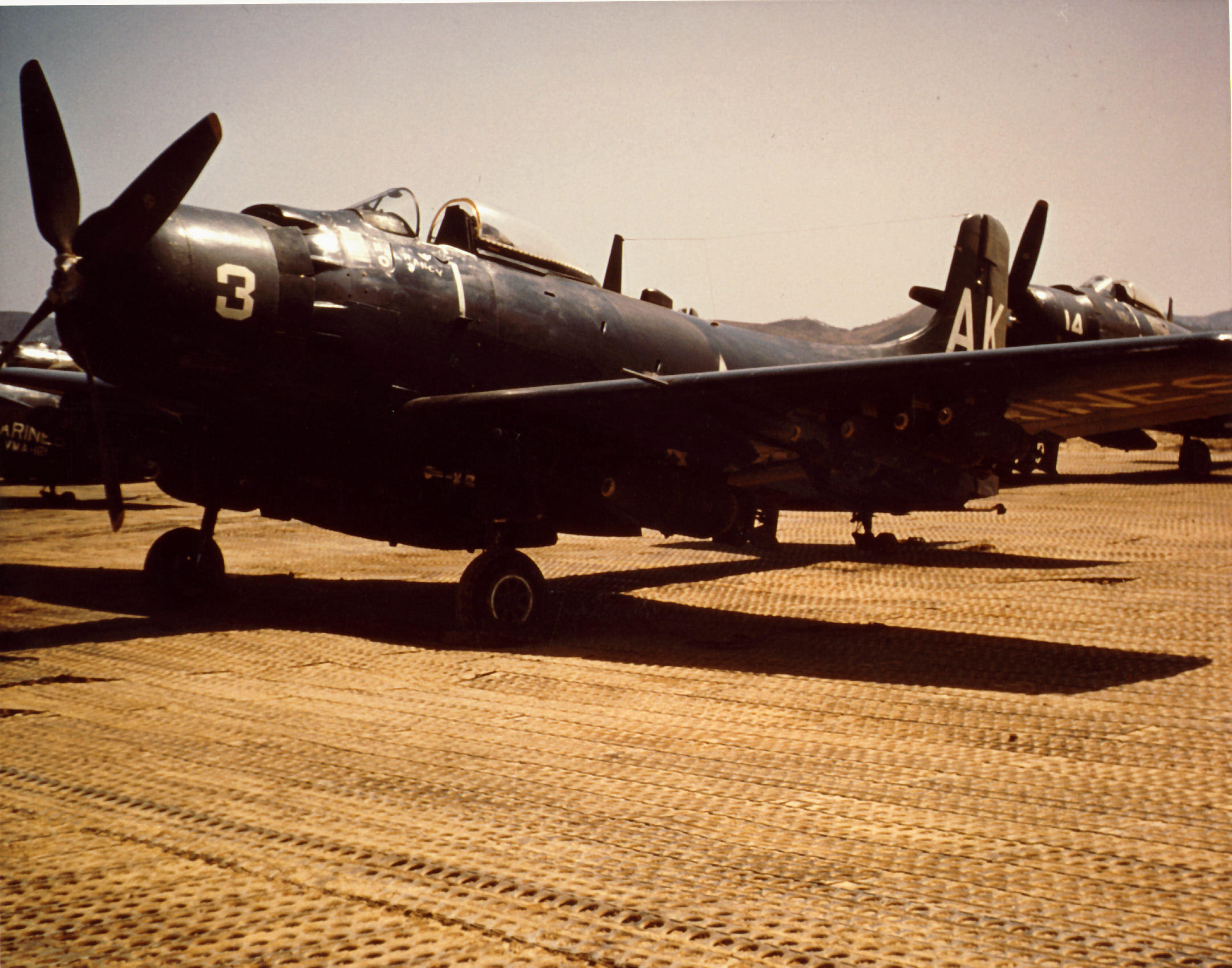
AD-2 Skyraider jednotky VMA-121, Korea

- AD-2D: Neoficiální označení pro letouny AD-2, upravené na bezpilotní a používané pro sběr radioaktivního materiálu ze vzduchu po jaderných testech.
- AD-2Q: Verze AD-2 upravená na dvoumístný letoun pro elektronický boj. 21 kusů.
- AD-2QU: Verze AD-2 pro elektronický boj. 1 kus.
- XAD-2: Podobný verzi XBT2D-1. Jiný motor a zvýšená zásoba paliva.
- AD-3: Plánovaná varianta s turbovrtulovým motorem. Jedná se o typ Douglas A2D Skyshark.
- AD-3: Silnější konstrukce trupu, vylepšený podvozek a upravený překryt kabiny. 125 kusů.
- AD-3S: Verze pro protiponorkový boj. 2 prototypy.
- AD-3N: Třímístná verze pro noční útoky. 15 kusů.
- AD-3Q: Verze pro elektronický boj. 23 kusů.

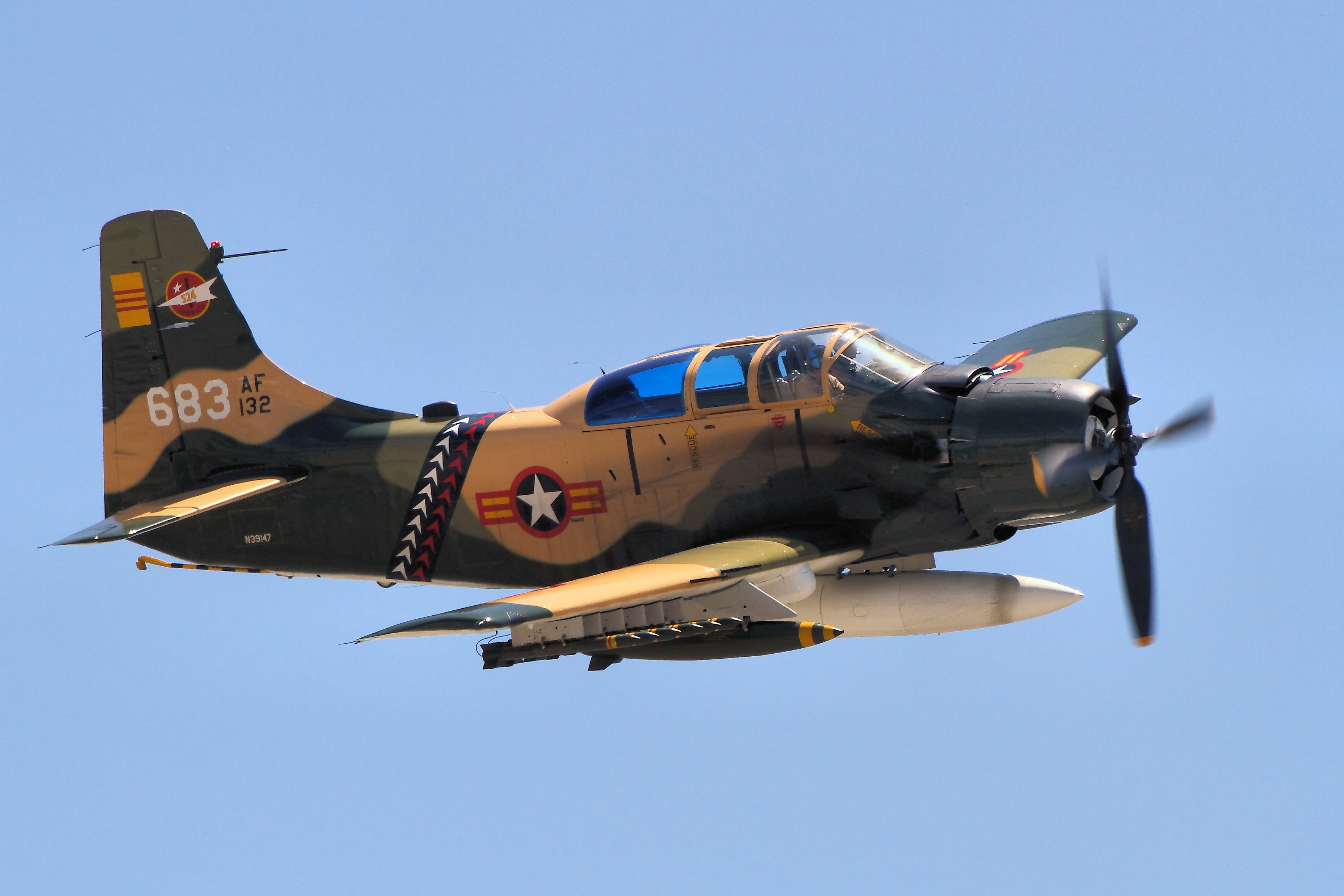
AE-1 Skyraider

- AD-3QU: Verze pro vlekání cílů. Většina ale byla dodána ve verzi AD-3Q.
- AD-3W: Jedna v prvních verzí letounu včasné výstrahy. 31 kusů.
- XAD-3E: Verze AD-3W upravená pro protiponorkový boj ASW. Nová vrtule Aeroproducts.
- AD-4: Zesílený podvozek, modernější radar, kompas typu G-2, čtyři kanóny ráže 20 mm. Pod křídlem byly instalovány závěsníky pro vypouštění 14 neřízených střel. 372 kusů.
- AD-4B: Speciální verze upravená pro nesení jaderných zbraní. 165 kusů (dalších 28 bylo přestavěno z jiných verzí).
- AD-4L: Úprava pro zimní operace. 63 kusů.
- AD-4N: Třímístná noční útočná varianta. 307 kusů.
- AD-4NA: Stroje verze AD-4N u kterých bylo odstraněno vybavení pro noční operace a naopak přidány 4 kanóny ráže 20 mm. V Koreji se užívaly pro bitevní akce. 100 kusů.
- AD-4NL: Podvarianta AD-4N. 36 kusů.
- AD-4Q: Dvoumístný letoun pro elektronický boj. Podverze AD-4. 39 kusů.
- AD-4W: Třímístný letoun včasné výstrahy. 168 kusů.
- Skyraider AEW. Mk 1: 50 kusů AD-4W, které provozovalo Royal Navy.
- A-1E (AD-5): Dvoumístný letoun. Sedadla byla umístěna vedle sebe. Bez aerodynamických brzd. 212 kusů.
- A-1G (AD-5N) - Čtyřmístný noční útočný letoun, vybavený i pro elektronický boj. 239 kusů.
- EA-1F (AD-5Q) - Čtyřmístný letoun pro elektronický boj. Přestavěno 54 kusů.
- AD-5S: Prototyp pro testy detektoru magnetických anomálií, vybavení pro protiponorkový boj.
- EA-1E (AD-5W): Čtyřmístný letoun včasné výstrahy.
- A-1H (AD-6) - Jednomístný útočný letoun. 713 kusů.[2]
- A-1J (AD-7): Poslední sériová verze. Motor verze R3350-26WB, 72 kusů.
- UA-1E: jiné označení pro AD-5.

## Uživatelé

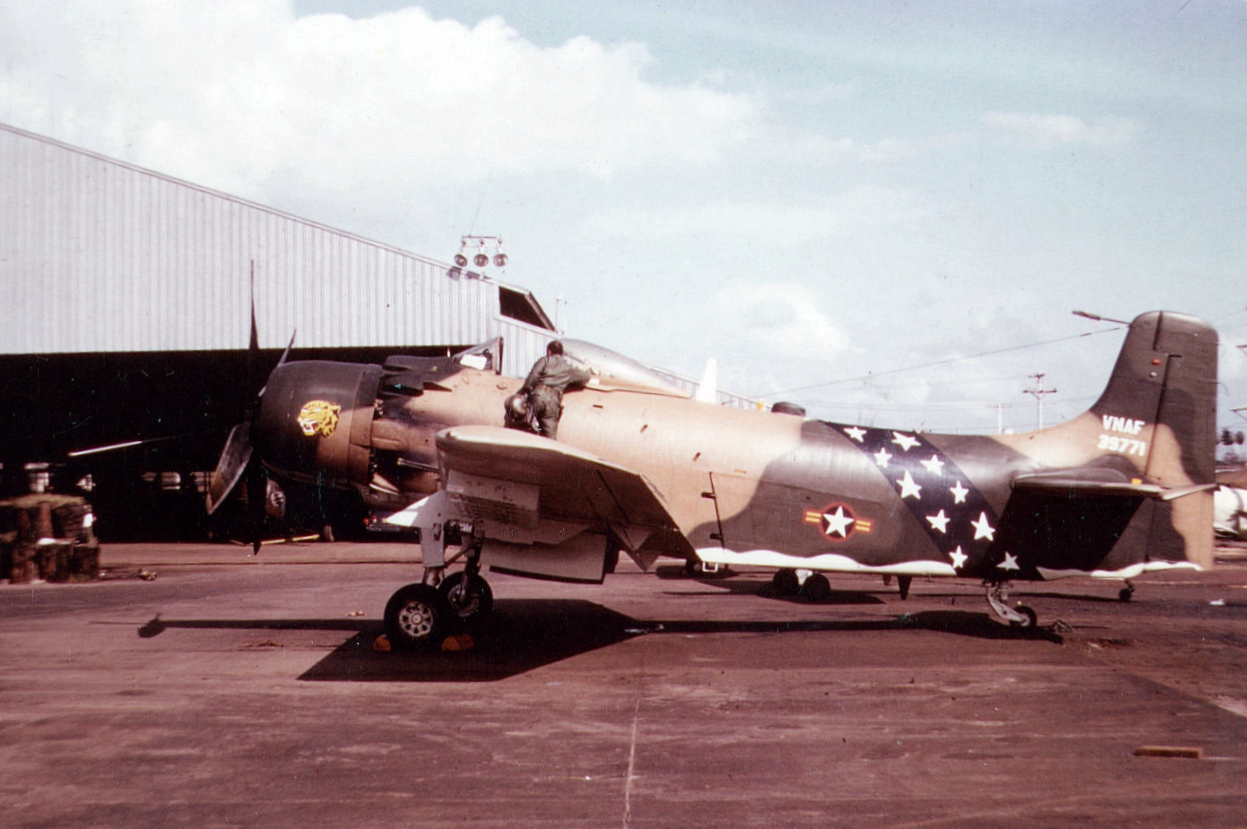
A-1H letectva VNAF

- Čad
- Francie
- Gabon
- Jižní Vietnam
- Kambodža
- Středoafrická republika
- USA
- Spojené království
- Vietnam

## Specifikace (A-1H)

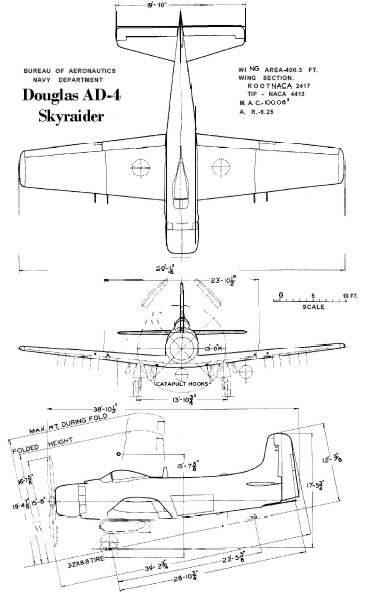
Třípohledový nákres (AD-4)

### Technické údaje
- Posádka: 1
- Rozpětí: 15,24 m
- Délka: 11,836 m
- Výška: 4,775 m
- Nosná plocha: 37,19 m²
- Hmotnost prázdného letounu: 5429 kg
- Vzletová hmotnost: 8178 kg
- Max. vzletová hmotnost: 11 340 kg
- Pohonná jednotka: 1 × vzduchem chlazený dvouhvězdicový osmnáctiválec Wright R-3350-26WA Duplex Cyclone
  - Výkon pohonné jednotky: 2700 k (2013 kW)

### Výkony
- Maximální rychlost: 515 km/h
- Cestovní rychlost: 475 km/h
- Dostup: 8687 m
- Dolet: 2116 km

### Výzbroj
- 4 × 20mm kanón A-N M2
- maximálně 3629 kg výzbroje na 15 závěsnících (neřízené rakety HVAR nebo Zuni, pumy, torpéda, miny, kontejnery s kanóny a kulomety)